# Flegonte di Tralles
Flegonte di Tralles (in greco antico: Φλέγων?, Phlégōn; Tralles, inizio II secolo d.C. – ...) è stato uno storico greco antico vissuto nell'età imperiale romana.

## Biografia
Flegonte era un liberto, vissuto all'epoca dell'imperatore Adriano e probabilmente suo segretario; era originario o comunque collegato alla città di Tralle, in Asia minore (odierna Aydın in Turchia).

## Opere
La sua opera principale erano le Olimpiadi, un'opera storica in 16 libri, organizzata cronologicamente appunto secondo la ricorrenza dei Giochi olimpici, dalla prima (776 a.C.) fino alla 229ª Olimpiade (137). Di essa restano diversi brani in opere di Eusebio di Cesarea, Fozio e Giorgio Sincello.
Opere erudite, ricordate sempre da Suda, erano 8 libri di Descrizione della Sicilia, 3 libri Sulle feste dei Romani, un trattato Su luoghi e toponomastica di Roma ed una Epitome degli Olimpionici in 2 libri.
Di lui si è conservata, tuttavia, una sola opera, probabilmente in epitome, un trattatello appartenente al genere della paradossografia dal titolo Sulle cose mirabili e i longevi (Περἱ θαυμᾳσίων καἰ μακροβίων), tramandata in un solo codice Palatino. Si occupa di "stranezze" naturali, con alcune storie di fantasmi che asserisce di aver visto di persona e fornisce una lista di persone ultracentenarie, probabilmente attinte dai censimenti imperiali. A proposito dell'operetta, è stato scritto che:
(T. Braccini e M. Scorsone, Introduzione, in Flegonte di Tralle, Il libro delle meraviglie e tutti i frammenti, a cura di T. Braccini e M. Scorsone, Torino, Einaudi, 2013, p. I.)
 L'operetta testimonia il gusto per lo strano e il meraviglioso di Flegonte, noto da altre fonti come intento a cercare, magari eccedendo in superstizione, tematiche e spunti che potessero suscitare l'interesse e la curiosità del suo potente patrono.
Flegonte è l'autore antico che ha dedicato la maggiore attenzione alla letteratura paradossografica.

## Riferimenti a Gesù
Il Padre della Chiesa Origene di Alessandria (182-254 d.C.), nella sua opera apologetica Contra Celsum, scrisse di avere trovato una menzione di Gesù di Nazareth nelle Cronache di Flegonte: 
(Origene, Contra Celsum, Libro II, Capitolo XIV)
Origene fece anche riferimento a una descrizione di Flegonte di un'eclissi accompagnata da terremoti durante il regno di Tiberio: che ci fu "la più grande eclissi di sole" e che "divenne notte nell'ora sesta del giorno [i. e., mezzogiorno] in modo che le stelle apparissero anche nei cieli. Ci fu un grande terremoto in Bitinia e molte cose furono sconvolte in Nicea. Origene ritenne che tale eclissi fosse in realtà l'oscurità della crocifissione, avvenuta dopo la crocifissione di Gesù.
Anche Sesto Giulio Africano, citato da Giorgio Sincello, afferma che Flegonte fece riferimento ad una completa eclissi di sole dall'ora sesta all'ora nona durante il regno dell'imperatore Tiberio e ritiene anch'egli che si tratti dell'oscurità della crocifissione.
(Giorgio Sincello, Cronografia, Capitolo CCCXCI)